# Endodothella lonchocarpicola
Endodothella lonchocarpicola är en svampart som först beskrevs av Henn., och fick sitt nu gällande namn av Theiss. & Syd. 1915. Endodothella lonchocarpicola ingår i släktet Endodothella och familjen Phyllachoraceae.   Inga underarter finns listade i Catalogue of Life.